# 亀山関テクノヒルズ
亀山関テクノヒルズ工業団地（かめやませきテクノビルズこうぎょうだんち）は、三重県亀山市にある、住友商事の開発する工業団地である。シャープ亀山工場などが立地し、三重県が進めるクリスタルバレー構想の中核的な工業団地である。現在は第1工区146haの造成途上にあり、その後の第2工区、第3工区も含めた全体計画面積は、231haである。隣接する名阪亀山関工業団地と併せて、100haを越える（将来的には300ha程度）大規模な内陸型工業団地を形成する。

## 沿革
- 1989年10月 構想着手。
- 1998年11月 第1工区の計画が承認される。
- 2002年4月 造成開始。

## 立地企業
- ユーパック（亀山工場、2003年11月操業開始）
- シャープ（亀山工場、2004年1月操業開始）
- 凸版印刷（三重工場、2004年1月操業開始）
- 丸一（亀山工場・開発研究所、2007年1月操業開始）
- 中部電力（亀山変電所、容量50万kVA）
- 富士運輸（亀山営業所、2007年11月操業開始）
- カワキタエクスプレス（2007年11月操業開始）
- フェデラルエクスプレス（亀山営業所、2007年12月操業開始）
- 日本トランスシティ（進出決定）
- キンレイ（亀山工場、2024年4月操業予定）

## 周辺交通

### 道路
- 東名阪自動車道
- 伊勢自動車道
- 新名神高速道路
- 名阪国道
- 国道1号
- 国道25号
- 広域農道フラワーロード

### 鉄道
- 関西本線（西日本旅客鉄道）